# Arthur Henry Douthwaite
Arthur Henry Douthwaite – brytyjski lekarz oraz wiceprezydent londyńskiego Royal College of Physicians. Autor wielu medycznych podręczników i książek. W latach 50. pełnił rolę czołowego eksperta na tematy związane z heroiną w Wielkiej Brytanii, co spowodowało powołanie go jako biegłego w sprawie procesu sądowego seryjnego mordercy Dr Johna Bodkina Adamsa.

## Kariera
Douthwaite był lekarzem w Szpitalu Guy's oraz lekarzem honorowym w Szpitalu Chorób Układu Moczowo-Płciowego im. Wszystkich Świętych.
Douthwaite był specjalistą od niebezpiecznych skutków oraz właściwości narkotyków i pełnił kluczową rolę w przekonaniu brytyjskiego ministerstwa spraw wewnętrznych, aby zakazać użytku heroiny w celach medycznych.
Dr Douthwaite był powszechnie szanowany za swoje zdolności diagnostyczne. Jedna z opowieści o jego umiejętnościach głosi, iż Douthwaite jakoby wszedł na oddział pogotowia w szpitalu w swoich zwykłych ubraniach na co dzień i przywitał się z naczelnikiem oddziału słowami "Nazywam się Arthur Henry Douthwaite i przed chwilą przeprowadziłem operację perforacji dwunastnicy. Proszę o zorganizowanie mojego rozkładu."

## Proces Bodkina Adamsa
W 1957 Douthwaite zeznawał na procesie Dr Johna Bodkina Adamsa, jednym z pierwszych procesów w Wielkiej Brytanii, który opierał się na zeznaniach biegłych sądowych. Lord Justice Patrick Devlin określił owe zdarzenie jako "Sytuacją bardzo dziwną, a być może nawet unikalną dla tego sądu jest to, iż sam akt popełnienia morderstwa musi zostać udowodniony opinią biegłych.".
Adams został aresztowany poprzedniego roku za zabójstwo dwóch starszych wdów, Gertrude Hullett oraz Edith Alice Morrell. Strona oskarżająca, z Sir Reginaldem Manningham-Bullerem na czele, twierdziła, iż Adams zamordował Morell poprzez podawanie jej nadmiernych dawek heroiny oraz morfiny. Douthwaite oraz Michael Ashby pełnili rolę głównych biegłych po stronie oskarżających. Ashby miał jednak pewne wątpliwości co do tego, czy Adams popełnił morderstwo z premedytacją, podczas gdy Douthwaite był pewien, iż było to celowo zaplanowane zabójstwo. Douthwaite nie potrafił znaleźć "żadnego uzasadnionego powodu", dla którego Adams miałby przepisywać swojej domniemanej ofierze morfinę oraz heroinę, działania Adamsa określił jako "celowe zamierzenie mające zakończyć życie". Podczas zeznań, jednak, Douthwaite wydawał się być zbyt pewnym siebie, zachowywał się wręcz arogancko, czym zdołał jedynie opóźnić decyzję sądu. Douthwaite był również krytykowany za zmianę swojej hipotezy co do morderstwa w połowie trwania rozprawy sądowej, w której zmienił zdanie co do daty, od kiedy oskarżony rzekomo rozpoczął próby morderstwa.
Wobec zachowania tego typu, obrońca Adamsa, Frederick Geoffrey Lawrence, zadał Douthewaite'owi pytanie:
"Sednem sprawy jest to, dr Douthwite, iż wpierw obdarzył nas pan dowodami opierającymi się na podstawie zarzutów morderstwa, a następnie wymyślił pan coś kompletnie innego, po rozpoczęciu oskarżenia? "
Douthwaite odpowiedział:
"Jest to bardzo prawdopodobne. W rzeczy samej, twierdzę nawet, iż jest to możliwe. Myśli te krążyły mi po głowie od jakiegoś czasu, ale kiedy dokładnie stały się one jasne, nie jestem pewien."
Historyk Pamela Cullen broni jednak Douthwaite'a, twierdząc że Manningham-Buller celowo zagubił kluczowe dowody - zeszyty pielęgniarek, które dokładnie opisywały leczenie pacjentek Adamsa. W związku z tym, Douthwaite nie był w stanie osobiście zbadać owych zeszytów, aby sformułować swoją teorię zdarzeń. Cullen dodaje, iż Manningham-Buller zeszyty oddał obronie, co pozwoliło Frederickowi Geoffreoywi Lawrence’owi  na przedstawienie ich podczas drugiego dnia trwania rozprawy. Douthwaite został zaskoczony istnieniem istotnych dowodów w takiej formie, co zmusiło go do szybkiego dostosowania swojej teorii do nich. To z kolei mogło spowodować, iż Douthwaite został uznany za niekonsekwentnego.
Słabe dowody Douthwaite'a oraz zeznania złożone przez świadka Johna B. Harmana przemawiające na korzyść oskarżonego pomogły zagwarantować uniewinnienie Adamsa. Sama obecność Douthwaite'a na rozprawie zniesmaczyła większość z jego zawodowych rówieśników, których oburzyły wysiłki Douthwaite'a, aby skazać innego lekarza. Przed rozprawą, Douthwaite był osobą powrzechnie darzoną respektem w swojej profesji,twierdzi się, iż to jego zaangażowanie się w sprawę Adamsa kosztowało go jego pozycję w  Royal College of Physicians. Devlin napisał później w swoim raporacie sądowym, iż sprawa ta była "niezwykle ważna dla profesji medycznej, w której strach przed tym, iż przepisanie jakichkolwiek substancji leczących może wiązać się z późniejszym oskarżeniem o morderstwo, jest naturalny".
Zgodnie z raportem Scotland Yardu co do Adamsa, policja sądzi, iż 163 pacjentów Adamsa zmarło w podejrzanych okolicznościach. Reporter Rodney Hallworth oraz historyk Pamela Cullen zidentyfikowali innego pacjenta, Annie Sharpe, jako potencjalną ofiarę nie wliczającą się do tej listy. Cullen zidentyfikowała również Edwarda Cavendisha, 10. księcia Devonshire, jako kolejną możliwą ofiarę.  Adams został wcześniej oskarżany 13 razy o oszustwa związane z wystawianiem recept, składanie fałszywych zeznań na formularzach krematoriów, umyśle zakłócanie pracy policji oraz brak utrzymywania dziennika niebezpiecznych leków. Adams został usunięty z Registru Medycznego w 1957. Przywrócono go do niego w 1961.

## Publikacje
Douthwaite jest autorem wielu podręczników medycznych:
- The injection treatment of varicose veins, London, H. K. Lewis, 1928
- The treatment of rheumatoid arthritis, London, H. K. Lewis, 1929
- The treatment of chronic arthritis, London, Cape, 1930
- The treatment of asthma, London, H. K. Lewis, 1930
- A guide to general practice, London, H. K. Lewis, 1932
- The treatment of rheumatoid arthritis and sciatica, London, H. K. Lewis, 1933
- An Index of Differential Diagnosis of Main Symptoms (z Herbert French), Bristol, John Wright, 1945 (6th edition)
- French's Index of Differential Diagnosis, Williams & Wilkins, 1960
- The use of heroin, S.I., 1956
- Materia medica, pharmacology and therapeutics (z Sir William Hale-White), London, Churchill, 1949, 1959, 1963.